# Andrea Ros
Andrea Ros (Terrassa, 3 de maig de 1993) és una actriu catalana de cinema, teatre i televisió.

## Biografia
Va començar la seva carrera amb petits papers en sèries de televisió d'àmbit català, i també participant en diverses obres de teatre i curts.
La seva primera gran oportunitat la hi va donar Manuel Huerga quan va ser seleccionada per participar en la pel·lícula Salvador (Puig Antich) interpretant a Merçona, una de les germanes del protagonista. Des de 2006 fins a 2007 va formar part del repartiment recurrent de la sèrie de TV3 Mar de fons, on va interpretar Sílvia Fuster. En 2008 va fer el salt a la televisió estatal participant en la minisèrie Cazadores de Hombres i en la sèrie juvenil El Internado, ambdues produccions d'Antena 3. En 2009 va participar en la pel·lícula de terror de Jaume Balagueró [REC]2, on va interpretar a Mire.
En 2010 es va unir a la novena temporada de la sèrie Los hombres de Paco com a personatge recurrent. A més, també va protagonitzar la pel·lícula El diario de Carlota de José Manuel Carrasco.
En 2011 estrena la sèrie Punta Escarlata de Cuatro, i també s'uneix al repartiment de la sèrie de comèdia de la Sexta BuenAgente, en emissió durant dues temporades.
Durant els dos anys següents participa en diverses produccions cinematogràfiques. Forma part del repartiment de les pel·lícules La fría luz del dia de Mabrouk El Mechri, Tengo ganas de ti de Fernando González Molina, Menú degustació de Roger Gual, Al final todos mueren i Pixel Theory.
També en 2013 va pujar a les taules amb el musical de Javier Calvo i Javier Ambrossi La Llamada, que va protagonitzar al costat de Macarena García durant les dues primeres temporades de l'obra.
En 2015 s'incorpora a la desena temporada del serial de sobretaula Amar es para siempre d'Antena 3, on interpreta a Beatriz Arratia. També aquest any va estrenar la primera temporada de la sèrie Mar de plástico donant vida a Mar Sánchez.
L'octubre de 2016, durant el festival de cinema fantàstic de Sitges va estrenar la pel·lícula La sexta alumna, un drama de terror rodat íntegrament amb un iPhone 6.
El juliol de 2018 va denunciar que el director del Teatre Lliure, Lluís Pasqual, li havia cridat i l'havia ridiculitzat en un assaig. La polèmica aixecada a les xarxes socials va provocar la dimissió de Lluís Pasqual. Aquest any va participar en l'elenc de la sèrie de ciència-ficció i drama romàntic de TV3 Si no t'hagués conegut, on interpreta a Elisa, creada per Sergi Belbel, i que fou posteriorment incorporada al catàleg de Netflix al 2019.

## Filmografia

### Televisió
- El cor de la ciutat, com a Teresa (de jove), dos episodis (2004)
- Mar de fons, com a Silvia Fuster (2006-2007)
- Cazadores de hombres, com a Ariadna, dos episodis: Operación Ojos Cerrados (1ª y 2ª parte) (2008)
- El internado, com a María Almagro (etapa jove), tres episodis (2008-2009)
- Águila Roja, com a Blanca (2010)
- Los hombres de Paco, com a Adela (2010)
- Aída, com a Begoña, un episodi: La loca, loca historia de la bola loca (2010)
- BuenAgente, com a Natalia "Nata" (2011)
- Punta Escarlata, com a Victoria "Vicky" Picazo (2011)
- Con el culo al aire, com a Raquel, un episodi (2014)
- Amar es para siempre, com a Beatriz Arratia (2015)
- Mar de plástico, com a María del Mar "Mar" Sánchez Almunia (2015)
- Si no t'hagués conegut, com a Elisa (2018)

### Llargmetratges
- Salvador (Puig Antich) (2006)
- REC 2 (2009)
- El diario de Carlota (2010)
- La fría luz del día (2011)
- Tengo ganas de ti (2012)
- Menú degustació (2013)
- Al final todos mueren (2013)
- La final (2015)
- Es por tu bien (2017)
- Les lleis de la termodinàmica (2017)

### Curtmetratges
- Hannah o Miley (2012)
- 8 (2011)
- La noche rota (2011)
- Vico Bergman (2017), Chechu León i Diego Pérez.

### Teatre
- Tirant lo Blanc - Dir. Montse Sala
- Divinas palabras - Dir. Montse Sala
- Conte saharaui - Dir. Montse Sala
- La sireneta - Dir. Montse Sala
- Un fantasma - Dir. Nyusca Gorenko
- El labrador de más aire - Dir. Miguel Hernández
- La princesa que dormía - Dir. Montse Sala
- El drac de Sant Jordi - Dir. Montse Sala
- Planeta Gómez Kaminsky - Dir. Álvaro Aránguez
- La llamada - Dir. Javier Ambrossi i Javier Calvo
- Un enemic del poble- Dir. Miguel del Arco
- L'Onada - Marc Montserrat Drukker